# Keith Taylor
Keith Taylor (ur. 1 sierpnia 1953 w Southend-on-Sea, zm. 31 października 2022) – brytyjski polityk, w latach 2004–2006 jeden z dwojga głównych rzeczników angielskich Zielonych (GPEW), poseł do Parlamentu Europejskiego VII i VIII kadencji.

## Życiorys
Zanim zaangażował się w działalność polityczną, był lokalnym przedsiębiorcą. W 1999 został wybrany do rady Brighton and Hove, zaś dwa lata później został liderem frakcji Zielonych w radzie miasta. W wyborach do Izby Gmin w 2005 w okręgu Brighton Pavilion uzyskał około 22% głosów, co stanowiło wówczas historycznie najlepszy wynik kandydata GPEW.
W 2010 zrezygnował z mandatu radnego w związku z objęciem (2 czerwca tegoż roku) mandatu w Parlamencie Europejskim, w którym zastąpił wybraną do Izby Gmin Caroline Lucas. W 2014 z powodzeniem ubiegał się o europarlamentarną reelekcję, w PE zasiadał do 2019.